# Zipoetes I của Bithynia
Zipoites I còn là Zipoites I hoặc Ziboetes I, có thể là Tiboetes I (trong tiếng Hy Lạp Zιπoίτης hoặc Zιβoίτης; cai trị khoảng từ năm 326-278 TCN) là vị vua thứ hai độc lập của Bithynia.
Ông đã kế vị cha mình là Bas vào năm 326 TCN và cai trị bốn mươi tám năm. Ông cũng đã thành công trong các cuộc chiến tranh chống lại Lysimachos và Antiochos, con trai của Seleukos I Nikator. Năm 315 TCN, ông đã tiến hành một cuộc chiến tranh chống lại Astakos và Chalcedon, nhưng không thành công vì một đội quân đã được phái đến bởi Antigonus I Monophthalmus. Ông đã thành lập một thành phố được gọi là Zipoition, nằm ở chân núi Lypedron; nhưng vị trí chính xác của thành phố và cả núi chưa được biết rõ.
Ông sống đến năm 76 tuổi, và có bốn người con trai. Người con trai cả là Nicomedes cũng là người thừa kế của ông. Ông là vị vua đầu tiên của Bithyinia dùng tiêu đề basileus (vua), dường như là vào năm 297 TCN.